# Bar (Montenegro)
Bar (kyrillisch Бар, italienisch Antivari, albanisch Tivari/Tivar) liegt in der gleichnamigen Gemeinde Montenegros an der Ostküste des Adriatischen Meeres.

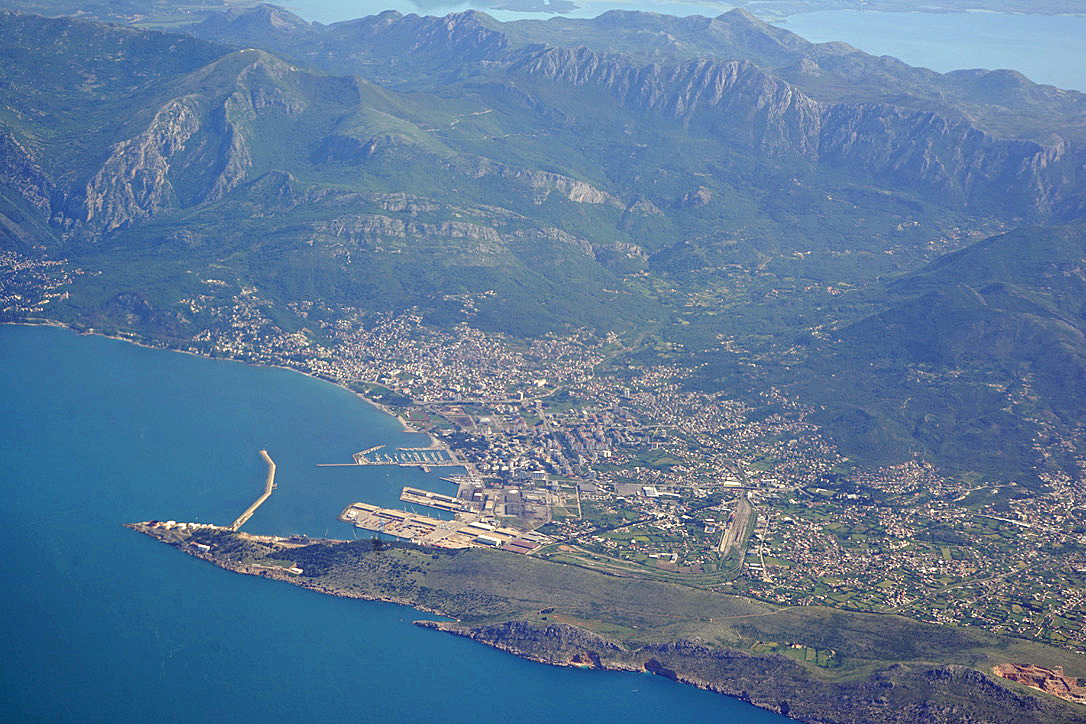
Luftaufnahme der Stadt

Die Stadt hat einen bedeutenden Seehafen. Von hier verkehren Fähren nach Bari und Ancona in Italien. Der Hafen ist auch Ausgangspunkt der über Podgorica nach Belgrad führenden Bahnstrecke Belgrad–Bar. Handel und Tourismus sind die wichtigsten Wirtschaftszweige. Südlich der Bucht befindet sich ein großes Tanklager.
Bar ist Sitz des katholischen Erzbistums Bar.

## Bevölkerung
Die Stadt hat laut 2011 durchgeführter Volkszählung 13.503 Einwohner. Hiervon deklarierten sich 6901 (51,11 %) als Montenegriner, 4487 (33,23 %) als Serben, 410 (3,04 %) als Bosniaken, 273 (2,02 %) als ethnische Muslime sowie jeweils 121 (0,90 %) als Albaner und Kroaten. Darüber hinaus leben in kleinerer Zahl Angehörige weiterer Ethnien bzw. Identitäten in Bar. Weitere 787 Personen (5,83 %) gaben keine Angabe bezüglich ihrer ethnischen Zugehörigkeit.
Die gesamte Gemeinde hatte 2011 demnach 42.048 Einwohner, von denen sich 19.553 (46,5 %) als Montenegriner, 10.656 (25,34 %) als Serben, 3.236 (7,7 %) als ethnische Muslime, 2.515 (5,98 %) als Albaner und 2.153 (5,12 %) als Bosniaken bezeichneten. Neben Angehörigen weiterer Ethnien bzw. Identitäten machten 2097 Personen (4,99 %) keine Angabe zu ihrer ethnischen Zugehörigkeit.
| Zensus    | 1948 | 1953 | 1961 | 1971 | 1981 | 1991   | 2003   | 2011   |
| --------- | ---- | ---- | ---- | ---- | ---- | ------ | ------ | ------ |
| Einwohner | 897  | 1113 | 2184 | 3612 | 6742 | 10.971 | 13.719 | 13.503 |

## Geschichte
In der Antike war die Umgebung von den Illyrern besiedelt. Zu Zeiten der Römer existierte noch keine Stadt, Kaiser Justinian ließ jedoch im 6. Jahrhundert ein älteres Kastell wiederaufbauen, nachdem die Gegend von den Serben verheert worden war. Im 9. Jahrhundert ist Bar als Antibarium erstmals urkundlich erwähnt und es erfolgte die Gründung des Bistums. Bar wurde im späten 10. Jahrhundert zu einem der Zentren des inzwischen slawisch besiedelten Fürstentums (Doclea) Zeta, das sich im 11. und 12. Jahrhundert schrittweise von der byzantinischen Herrschaft löste.
Die letzte Periode der byzantinischen Herrschaft datiert in die Jahre 1166 bis 1183. Danach eroberte Stefan Nemanja die adriatische Küste, und Bar wurde Teil des serbischen Staates der Nemanjiden. Ab dem 14. Jahrhundert wechselte die Stadt häufig den Besitzer. Zeitweise herrschten die Venezianer, die ungarischen oder serbische Könige und Fürsten aus der Familie Balšić über die Stadt. 1443 bis 1571 stand Bar unter der Herrschaft der Republik Venedig, die hier einen Capitano als Regenten einsetzte, der dem Provveditore von Kotor (Cattaro) unterstand. Vom Mittelalter bis zum Ende der venezianischen Herrschaft genoss Bar innere Autonomie, hatte ein eigenes städtisches Statut und prägte eigene Münzen.
1528 wurde Bar zum ersten Mal von den Osmanen eingenommen, 1571 musste sie ihnen schließlich vollständig überlassen werden, die Stadt blieb etwa 350 Jahre in osmanischem Besitz.
1877 griffen die Montenegriner die Stadt an und beschossen die Stadt, die dabei zu großen Teilen zerstört wurde. Auf dem Berliner Kongress 1878 erhielt das Fürstentum Montenegro Bar und Ulcinj zugesprochen und erlangte damit Zugang zum Meer. Bar, das schon seit dem 18. Jahrhundert eine Zeit des Niedergangs erlebte, erholte sich nur schwer von den Kriegsschäden. Die am meisten zerstörten Viertel wurden gar nicht mehr aufgebaut und die Bevölkerung stagnierte bei rund 3000 Einwohnern.
1904 gelang dem Italiener Guglielmo Marconi die Funkverbindung zwischen Bar und dem am jenseitigen Adriaufer gelegenen Bari. Am 2. November 1908 erhielt die Stadt mit der Antivari-Bahn nach Virpazar am Skutarisee die erste Bahnverbindung in Montenegro. Im Januar 1916 wurde Bar während des Ersten Weltkriegs von österreichischen Truppen besetzt.
Nach dem Krieg wurde die Stadt Teil Jugoslawiens, und in den 1920er Jahren begann der Fremdenverkehr. Während des Zweiten Weltkriegs gehörte Bar von 1941 an zum italienischen Besatzungsgebiet. Im Juli 1941 begannen in der Umgebung die ersten Widerstandsaktionen jugoslawischer Partisanen.
1959 erhielt die Stadt den Normalspurbahnanschluss nach Titograd (Podgorica), aber erst 1979 wurde die Bahnstrecke Belgrad–Bar fertiggestellt. Die Schmalspurbahn nach Virpazar aus dem Jahre 1908 wurde im Jahr darauf eingestellt.
Im Jahr 1979 wurde Bar durch ein schweres Erdbeben zerstört.

## Sehenswürdigkeiten
Nach dem Erdbeben 1979 wurde die auf einem Hügel landeinwärts, etwa 4 km vom heutigen Stadtzentrum entfernt liegende Altstadt (Stari Bar) aufgegeben und Bar direkt an der Küste neu erbaut. Das Stadtbild ist geprägt von neuen Wohnblöcken, einigen Hochhäusern und großen Hotelanlagen. Viel Raum nimmt das Hafengelände ein. Im Hafen liegt seit 1915 die montenegrinische Königsyacht Rumija auf Grund.
In der aufgelassenen Altstadt an den Hängen des Rumija-Gebirges wurden mittlerweile viele Gebäude restauriert, sodass das alte Bar heute wieder den touristischen Mittelpunkt der Stadt darstellt. Sehenswert sind die romanische Markuskirche, die gotische Kirche St. Katharina, der bischöfliche Palast und ein großer Aquädukt an der Nordseite der Stadt. Große Teile der Altstadt sind schon seit dem Beschuss im osmanisch-montenegrinischen Krieg 1877 nur noch Ruinen.
In Bar befindet sich der alte Ölbaum von Mirovica, der mit einem Alter von etwa 2300 Jahren eines der ältesten Exemplare der Region darstellt.

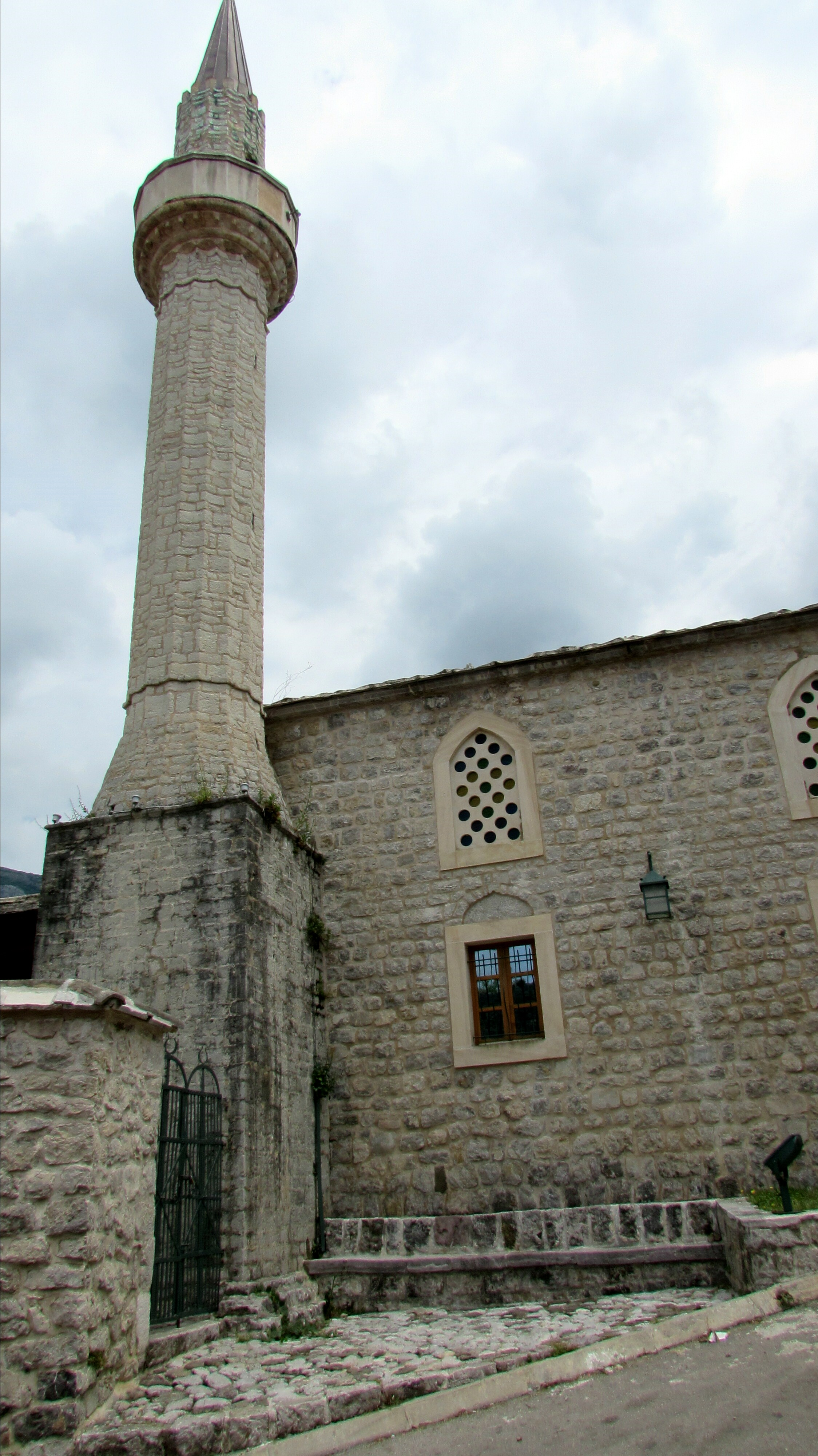
Omar-Bashitsa-Moschee
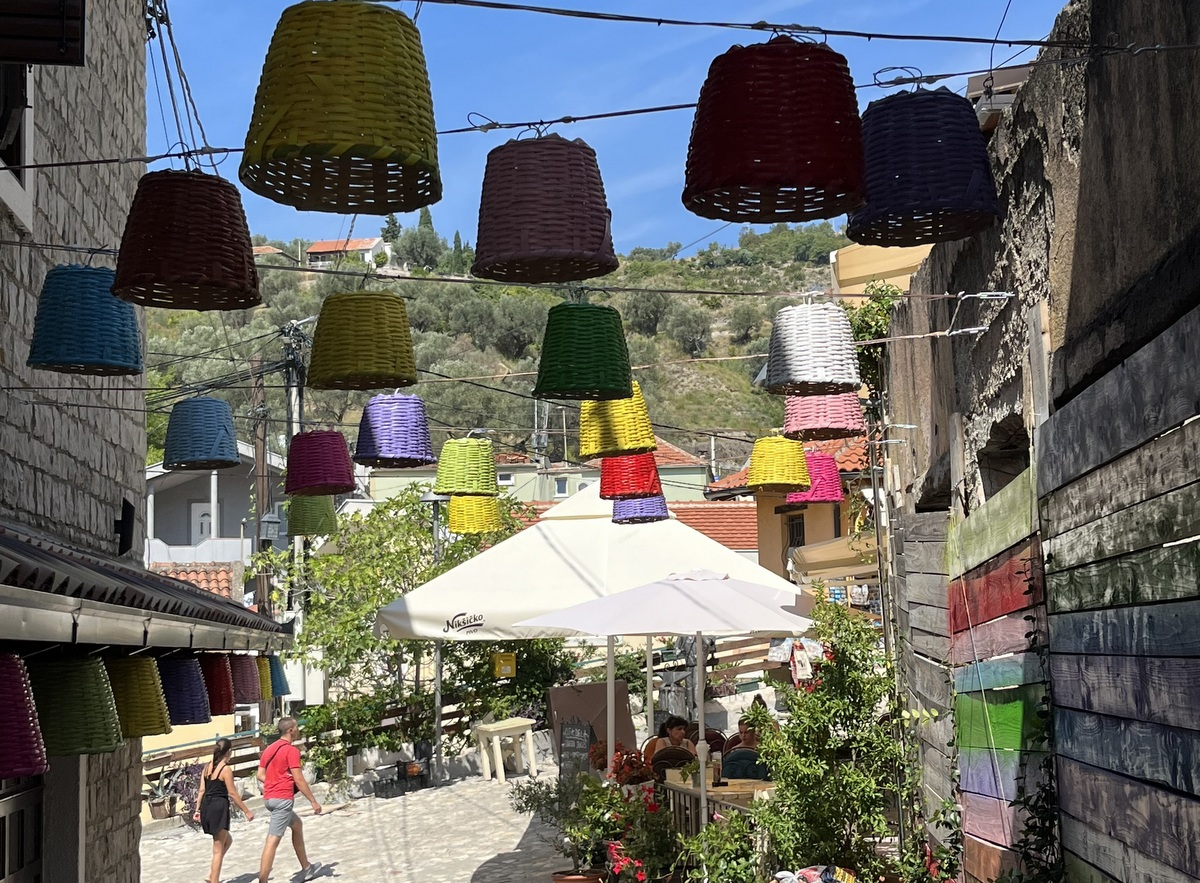
Altstadt (Stari Bar)
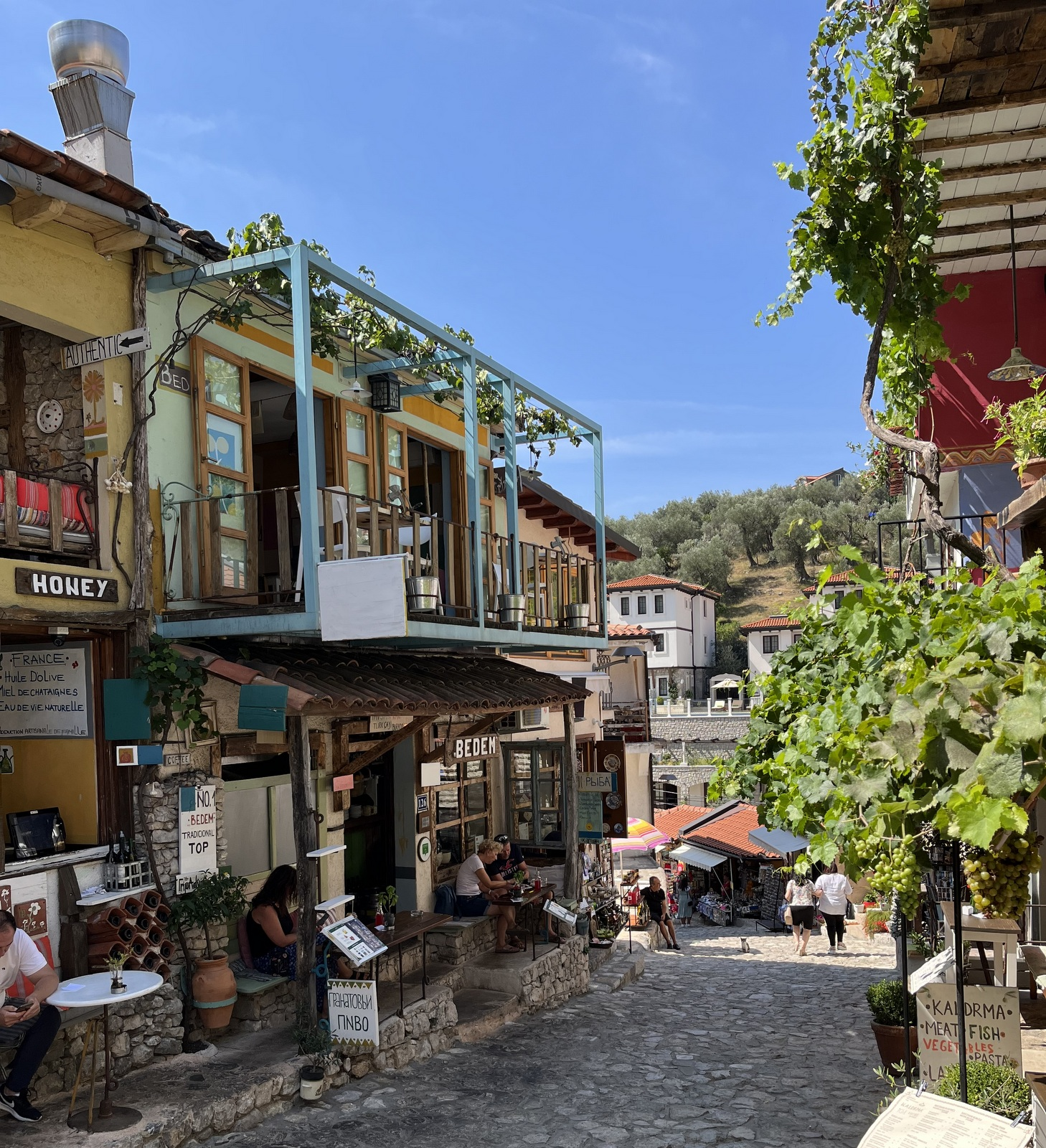
Hauptstraße im alten Bar
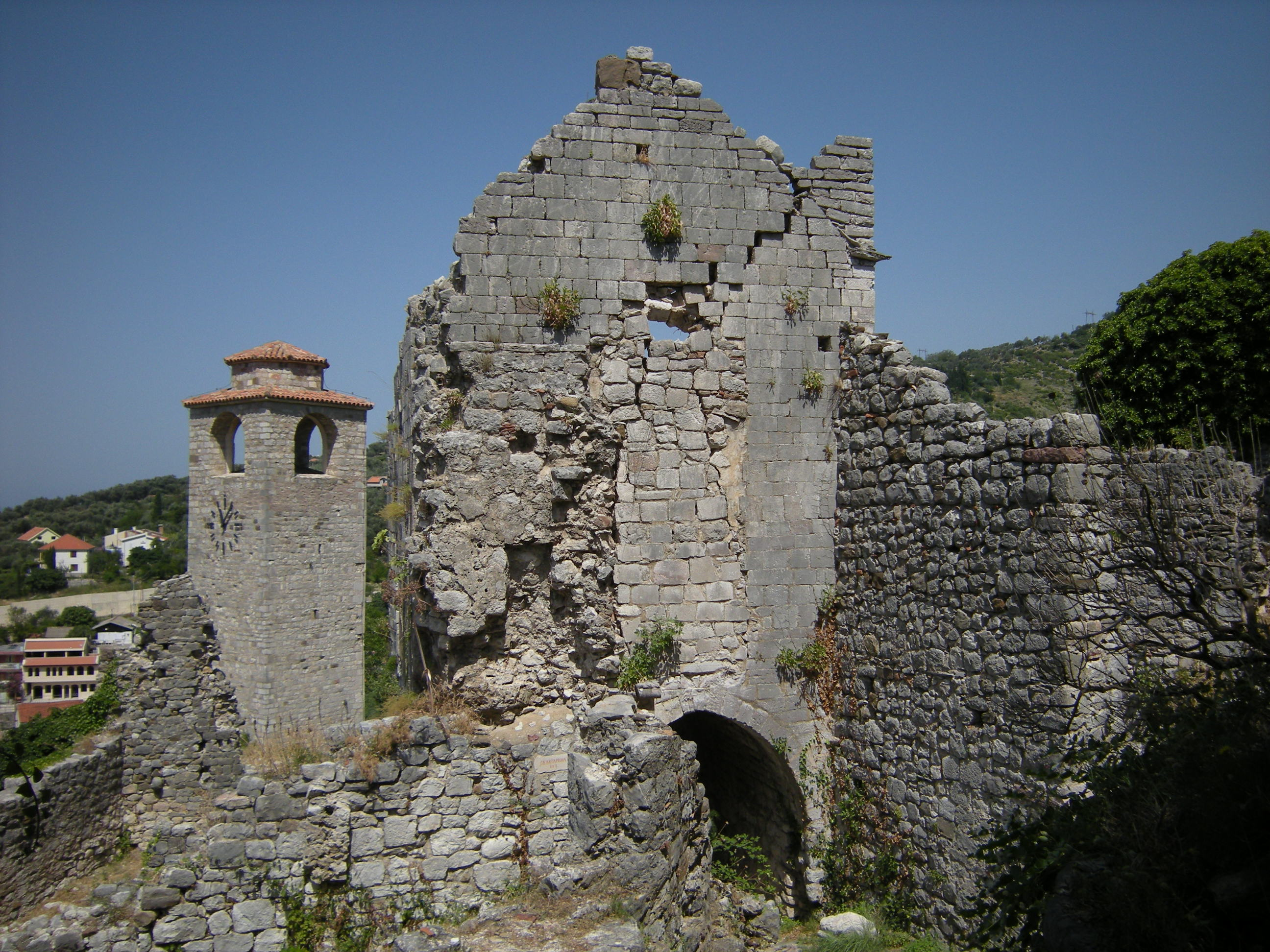
Altstadt-Ruinen
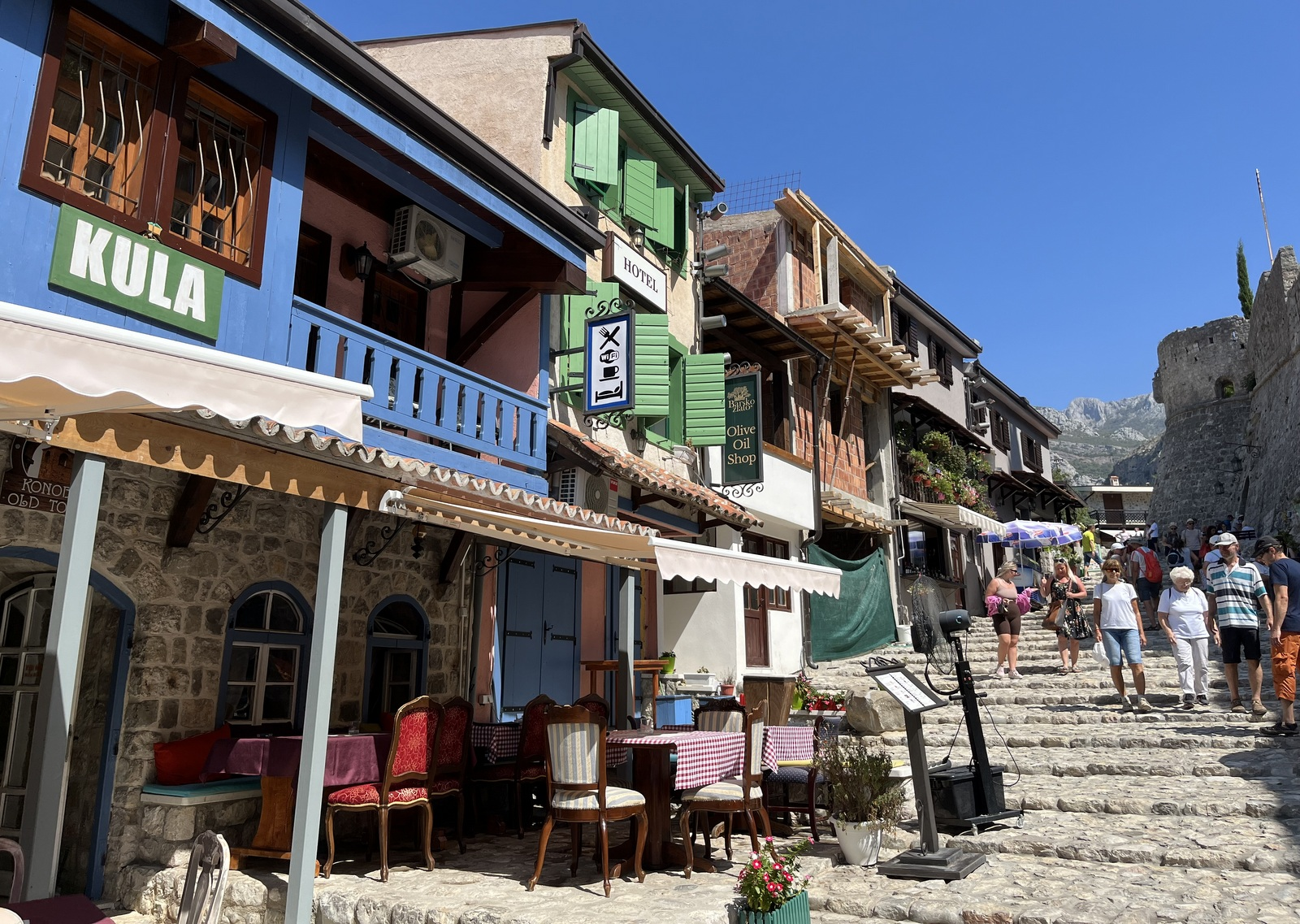
Altstadt von Bar
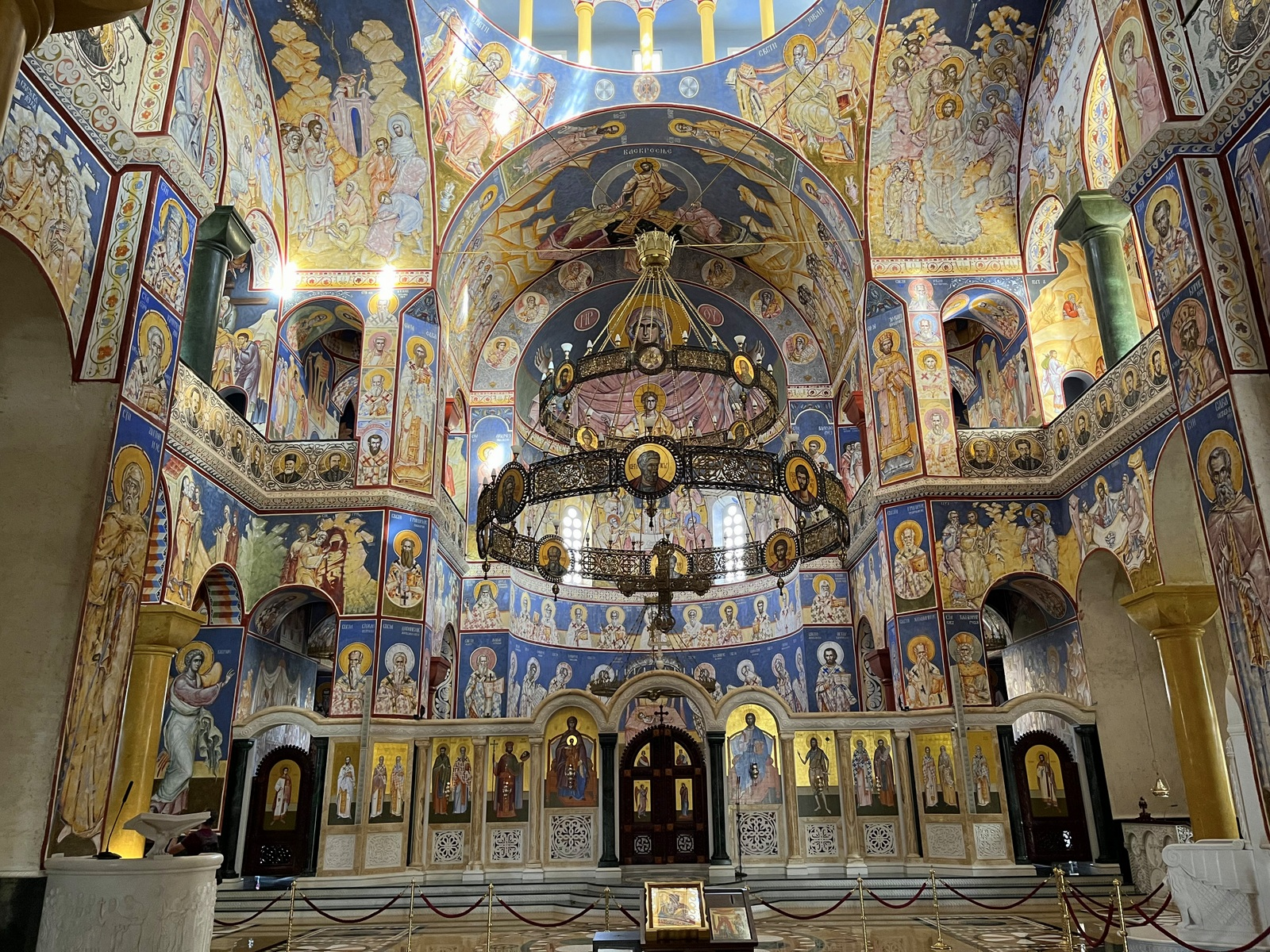
Innenansicht von St. Jovan Vladimir
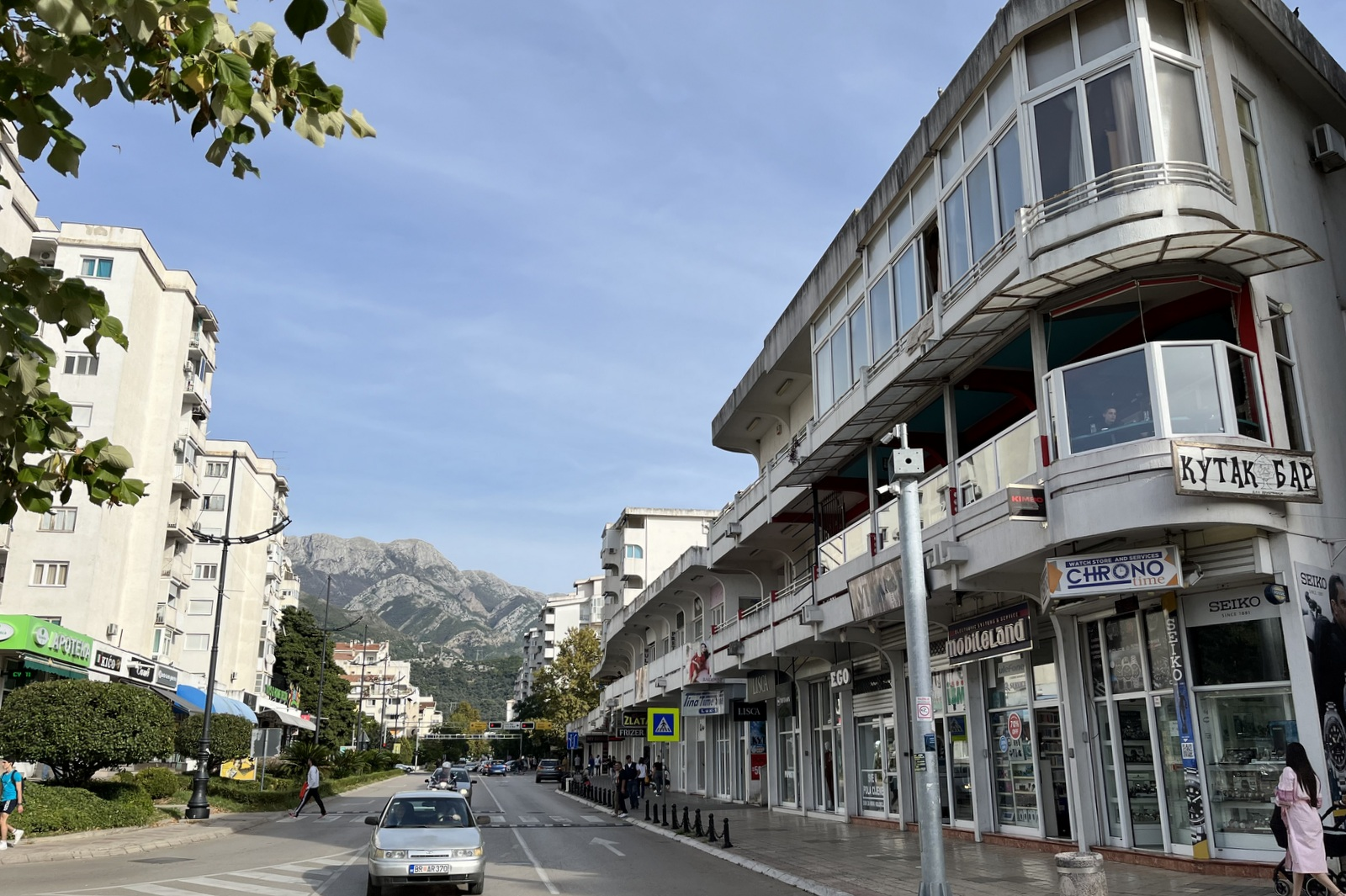
Die Neustadt
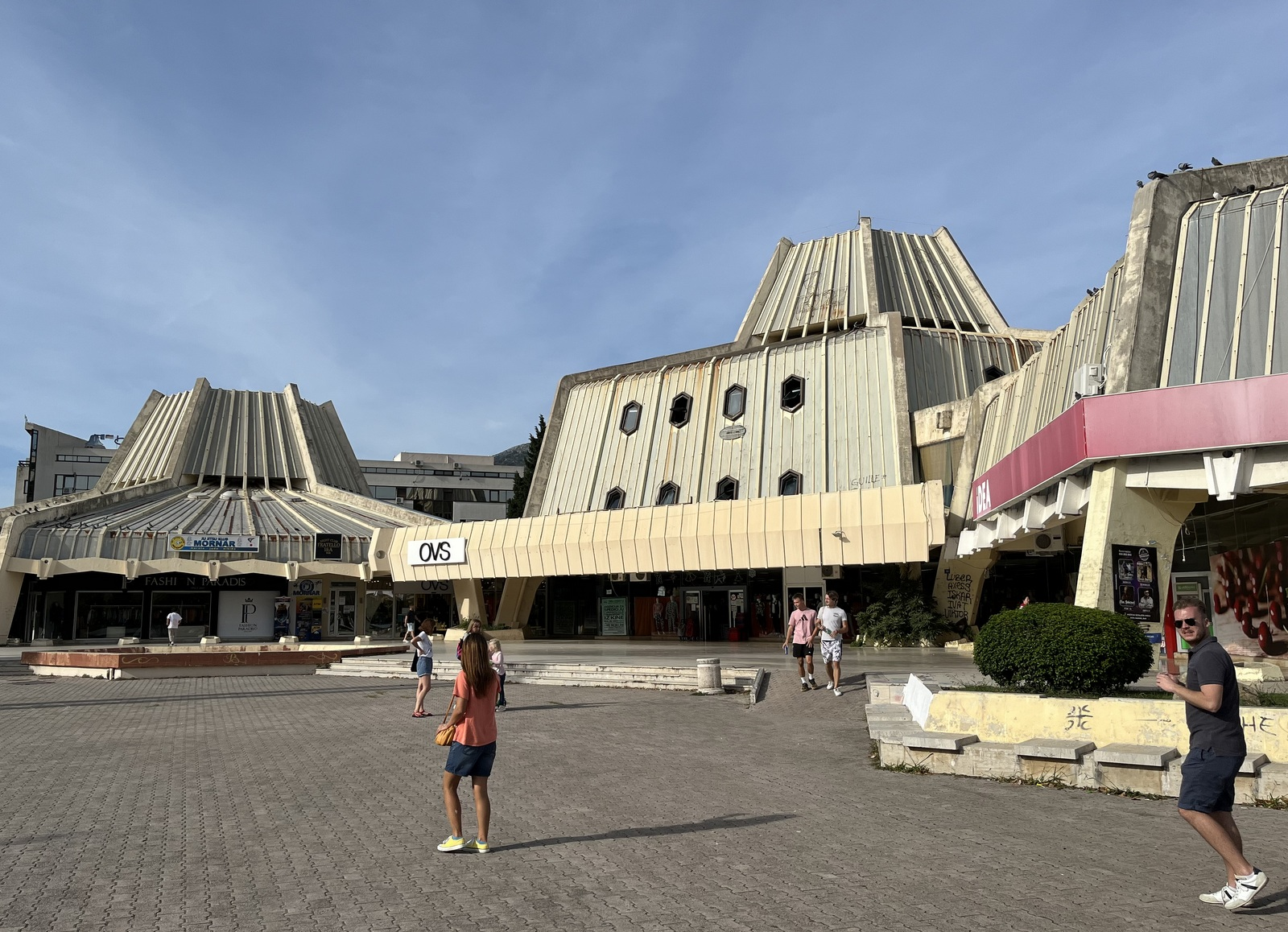
Markthalle im neuen Teil der Stadt
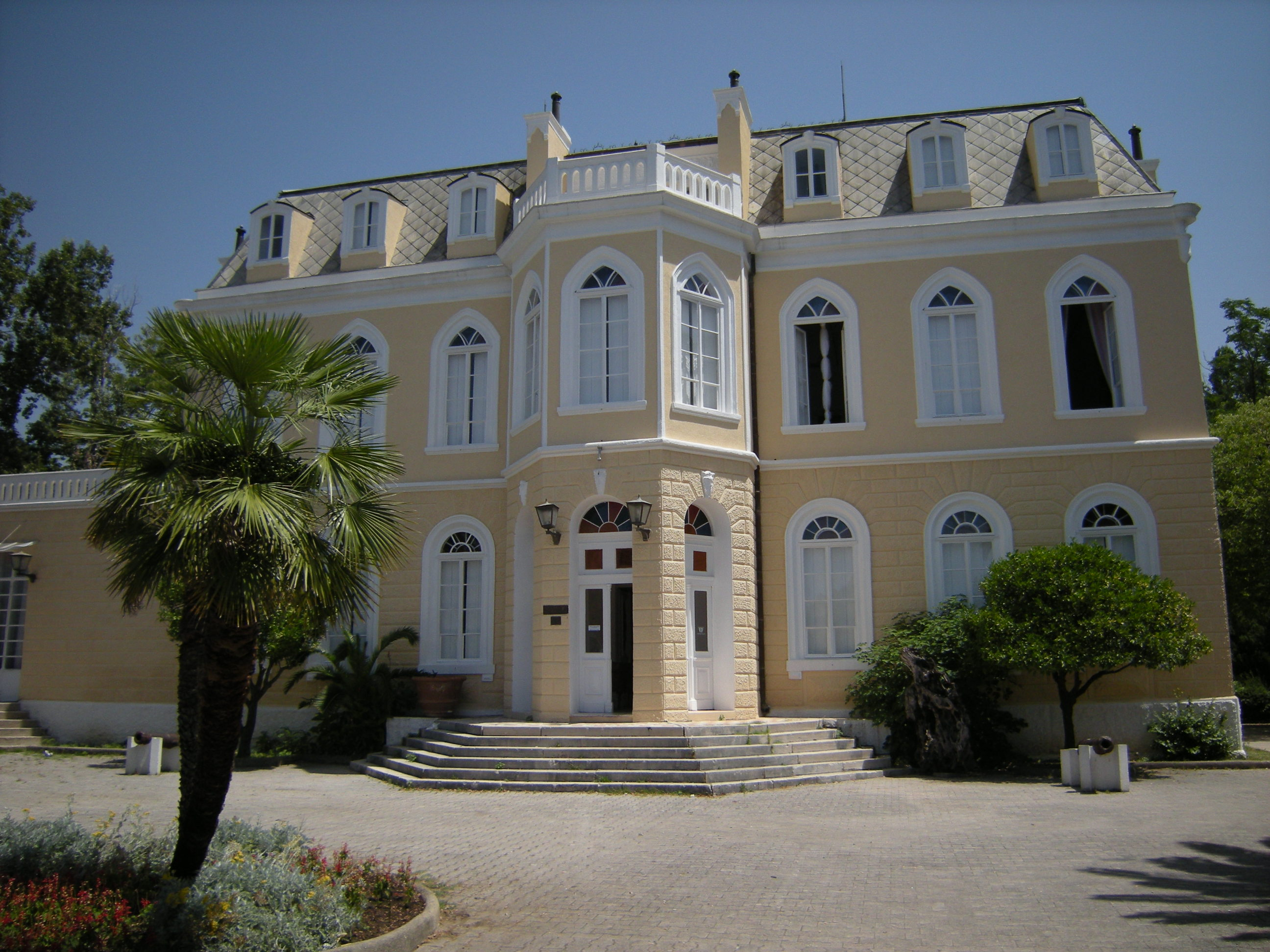
Palais am Hafen
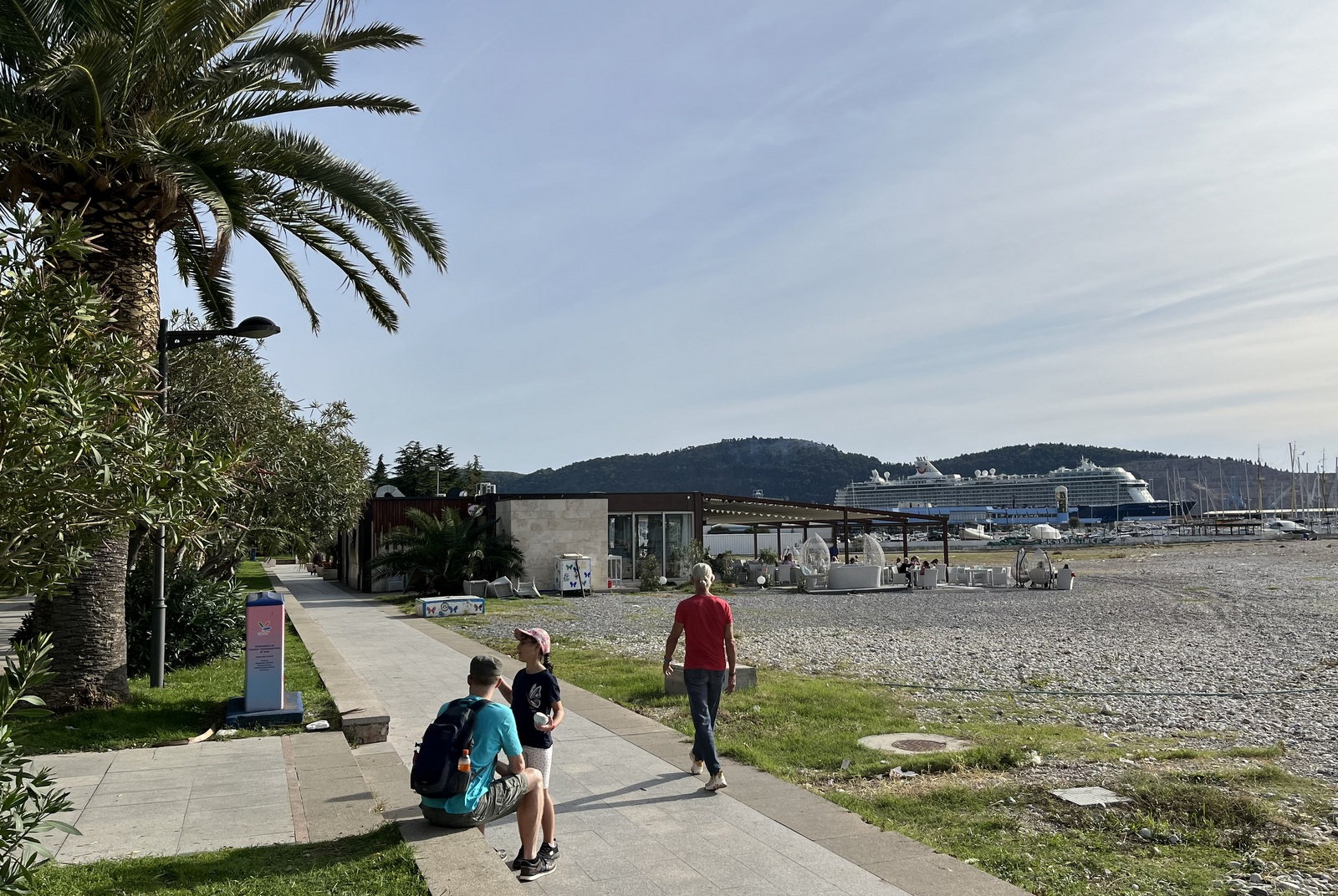
Strandpromenade mit Kreuzfahrtschiff
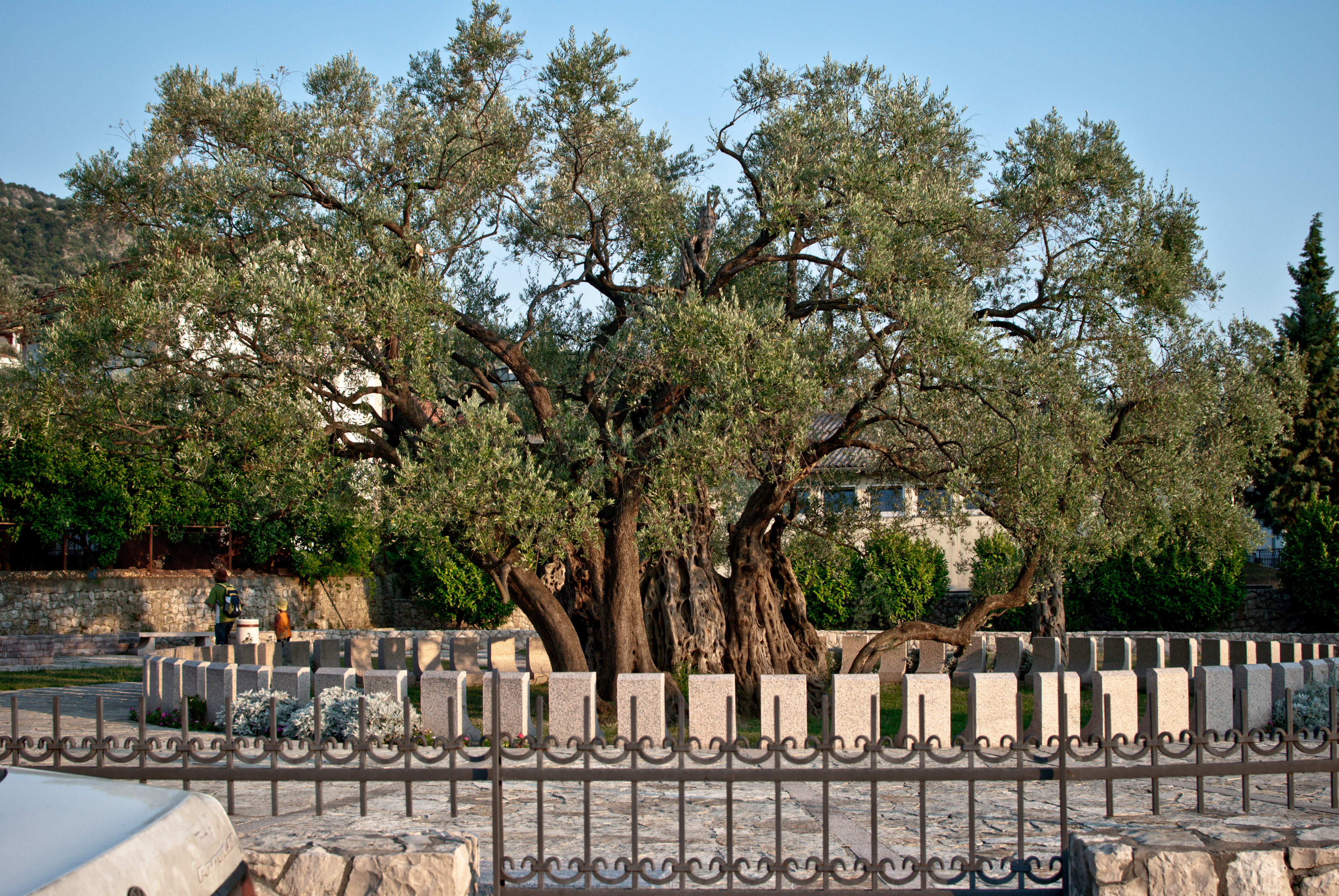
Olivenbaum, Mirovica

## Sport
Bar ist Heimat des 2001 gegründeten Fußballvereins OFK Bar.

## Söhne und Töchter der Stadt
- Ndrek Prela (1920–2011), Schauspieler
- Stana Tomašević (1921–1983), Partisanin, Politikerin und Diplomatin
- Igor Lukšić (* 1976), Politiker und ehemaliger Premierminister von Montenegro
- Draginja Vuksanović (* 1978), Juristin, Politikerin und Professorin
- Mitar Novaković (* 1981), Fußballspieler
- Saša Pavlović (* 1983), Basketballspieler
- Savo Milović (* 1986),  slowenisch-deutscher Basketballfunktionär
- Andrea Laković (* 1989), Volleyballspielerin
- Nebojša Simić (* 1993), Handballspieler
- Nikoleta Perović (* 1994), Volleyballspielerin
- Anabela Mujovi (* 2006), Leichtathletin

## Partnerstädte
- Nürnberg, seit 2006[3]